# 1,1-Diéthoxyéthane
Le 1,1-diéthoxyéthane, aussi appelé acétal diéthylique, de formule semi-développée (CH3CH2O)2CH-CH3, est un solvant utilisé dans la fabrication de composés organiques et de parfums. Il fait partie de la famille des acétals.
Cette molécule a été découverte en 1833 par Johann Wolfgang Döbereiner.